# Internet Control Message Protocol

tiêu đề ICMP

Internet Control Message Protocol (viết tắt là ICMP), là một giao thức của gói Internet Protocol. Giao thức này được các thiết bị mạng như router dùng để gửi đi các thông báo lỗi chỉ ra một dịch vụ có tồn tại hay không, hoặc một địa chỉ host hay router có tồn tại hay không. ICMP cũng có thể được sử dụng để chuyển tiếp các thông điệp truy vấn. Giao thức này được đánh số 1. ICMP  khác với các giao thức vận chuyển như TCP và UDP ở chỗ nó không thường được sử dụng để trao đổi dữ liệu giữa các hệ thống, cũng không thường xuyên được sử dụng bởi các ứng dụng mạng của người dùng cuối (với ngoại lệ của một số công cụ chẩn đoán như ping và traceroute).
Nó tuân theo các nguyên tắc sau đây:
- ICMP sử dụng IP để làm cơ sở thông tin liên lạc bằng cách giải thích chính nó như là một lớp giao thức cao hơn, d. h. thông điệp ICMP được đóng gói trong các gói tin IP.
- ICMP nhận ra một số tình trạng lỗi, nhưng không làm IP trở thành một giao thức đáng tin cậy.
- ICMP phân tích sai sót trong mỗi gói IP, trừ các đối tượng mà mang một thông điệp ICMP.
- Thông điệp ICMP không được gửi để trả lời các gói tin gởi tới các điểm đến mà có các địa chỉ multicast hoặc broadcast.
- Thông điệp ICMP chỉ trả lời một địa chỉ IP định rõ.

## Các thông báo điều khiển
| Type                                  | Code | Status       | Description                                                                    |
| ------------------------------------- | ---- | ------------ | ------------------------------------------------------------------------------ |
| 0 – Echo Reply:14                     | 0    |              | Echo reply (used to ping)                                                      |
| 1 and 2                               |      | unassigned   | Reserved                                                                       |
| 3 – Destination Unreachable:4         | 0    |              | Destination network unreachable                                                |
| 3 – Destination Unreachable:4         | 1    |              | Destination host unreachable                                                   |
| 3 – Destination Unreachable:4         | 2    |              | Destination protocol unreachable                                               |
| 3 – Destination Unreachable:4         | 3    |              | Destination port unreachable                                                   |
| 3 – Destination Unreachable:4         | 4    |              | Fragmentation required, and DF flag set                                        |
| 3 – Destination Unreachable:4         | 5    |              | Source route failed                                                            |
| 3 – Destination Unreachable:4         | 6    |              | Destination network unknown                                                    |
| 3 – Destination Unreachable:4         | 7    |              | Destination host unknown                                                       |
| 3 – Destination Unreachable:4         | 8    |              | Source host isolated                                                           |
| 3 – Destination Unreachable:4         | 9    |              | Network administratively prohibited                                            |
| 3 – Destination Unreachable:4         | 10   |              | Host administratively prohibited                                               |
| 3 – Destination Unreachable:4         | 11   |              | Network unreachable for TOS                                                    |
| 3 – Destination Unreachable:4         | 12   |              | Host unreachable for TOS                                                       |
| 3 – Destination Unreachable:4         | 13   |              | Communication administratively prohibited                                      |
| 3 – Destination Unreachable:4         | 14   |              | Host Precedence Violation                                                      |
| 3 – Destination Unreachable:4         | 15   |              | Precedence cutoff in effect                                                    |
| 4 – Source Quench                     | 0    | deprecated   | Source quench (congestion control)                                             |
| 5 – Redirect Message                  | 0    |              | Redirect Datagram for the Network                                              |
| 5 – Redirect Message                  | 1    |              | Redirect Datagram for the Host                                                 |
| 5 – Redirect Message                  | 2    |              | Redirect Datagram for the TOS & network                                        |
| 5 – Redirect Message                  | 3    |              | Redirect Datagram for the TOS & host                                           |
| 6                                     |      | deprecated   | Alternate Host Address                                                         |
| 7                                     |      | unassigned   | Reserved                                                                       |
| 8 – Echo Request                      | 0    |              | Echo request (used to ping)                                                    |
| 9 – Router Advertisement              | 0    |              | Router Advertisement                                                           |
| 10 – Router Solicitation              | 0    |              | Router discovery/selection/solicitation                                        |
| 11 – Time Exceeded:6                  | 0    |              | TTL expired in transit                                                         |
| 11 – Time Exceeded:6                  | 1    |              | Fragment reassembly time exceeded                                              |
| 12 – Parameter Problem: Bad IP header | 0    |              | Pointer indicates the error                                                    |
| 12 – Parameter Problem: Bad IP header | 1    |              | Missing a required option                                                      |
| 12 – Parameter Problem: Bad IP header | 2    |              | Bad length                                                                     |
| 13 – Timestamp                        | 0    |              | Timestamp                                                                      |
| 14 – Timestamp Reply                  | 0    |              | Timestamp reply                                                                |
| 15 – Information Request              | 0    | deprecated   | Information Request                                                            |
| 16 – Information Reply                | 0    | deprecated   | Information Reply                                                              |
| 17 – Address Mask Request             | 0    | deprecated   | Address Mask Request                                                           |
| 18 – Address Mask Reply               | 0    | deprecated   | Address Mask Reply                                                             |
| 19                                    |      | reserved     | Reserved for security                                                          |
| 20 through 29                         |      | reserved     | Reserved for robustness experiment                                             |
| 30 – Traceroute                       | 0    | deprecated   | Information Request                                                            |
| 31                                    |      | deprecated   | Datagram Conversion Error                                                      |
| 32                                    |      | deprecated   | Mobile Host Redirect                                                           |
| 33                                    |      | deprecated   | Where-Are-You (originally meant for IPv6)                                      |
| 34                                    |      | deprecated   | Here-I-Am (originally meant for IPv6)                                          |
| 35                                    |      | deprecated   | Mobile Registration Request                                                    |
| 36                                    |      | deprecated   | Mobile Registration Reply                                                      |
| 37                                    |      | deprecated   | Domain Name Request                                                            |
| 38                                    |      | deprecated   | Domain Name Reply                                                              |
| 39                                    |      | deprecated   | SKIP Algorithm Discovery Protocol, Simple Key-Management for Internet Protocol |
| 40                                    |      |              | Photuris, Security failures                                                    |
| 41                                    |      | experimental | ICMP for experimental mobility protocols such as Seamoby [RFC4065]             |
| 42 through 252                        |      | unassigned   | Reserved                                                                       |
| 253                                   |      | experimental | RFC3692-style Experiment 1 (RFC 4727)                                          |
| 254                                   |      | experimental | RFC3692-style Experiment 2 (RFC 4727)                                          |
| 255                                   |      | reserved     | Reserved                                                                       |

## Các vấn đề an toàn máy tính
Internet Control Message Protocol có thể được sử dụng cho một tấn công từ chối dịch vụ (DoS) hoặc tấn công từ chối dịch vụ phân tán (DDoS) vào một thiết bị. Ngoài ra, một thiết bị có thể bị lạm dụng bởi một kẻ tấn công như một phần của một cuộc tấn công DDoS tới một thiết bị thứ ba. Các phương pháp tấn công điển hình là tấn công Smurf, tấn công Flooding hoặc Ping of Death. Một cách khác để lợi dụng giao thức ICMP là việc sử dụng nó để truyền dữ liệu trái phép bằng phương pháp kết nối đường hầm ICMP.

## RFC
- RFC 792, Internet Control Message Protocol
- RFC 950, Internet Standard Subnetting Procedure
- RFC 1016, Something a Host Could Do with Source Quench: The Source Quench Introduced Delay (SQuID)
- RFC 1122, Requirements for Internet Hosts – Communication Layers
- RFC 1716, Towards Requirements for IP Routers
- RFC 1812, Requirements for IP Version 4 Routers